# Mjeriteljstvo
Mjeriteljstvo, mjeroslovlje ili metrologija je znanstvena disciplina koja se bavi mjerenjem u svim njegovim teorijskim i praktičnim oblicima. Temeljno mjeriteljstvo obrađuje znanstvene pretpostavke mjerenja, tehničko mjeriteljstvo obuhvaća postupke i načine mjerenja, a zakonsko mjeriteljstvo obuhvaća primjene propisane zakonima (održavanje pramjera i etalona, umjeravanje, ovjeravanje mjerila, mjeriteljski nadzor i drugo). Mjeriteljstvo uključuje sve teorijske i praktičke aspekte mjerenja - bavi se metodama mjerenja fizikalnih veličina, ostvarivanjem i održavanjem etalona fizikalnih veličina, razvojem i izradom mjerila (mjernih instrumenata, uređaja i mjernog pribora), te analizom mjernih rezultata. Za njezin nastanak većina metrologa navodi 18. stoljeće. 
Mjeriteljstvo je razvijeno do primijenjene znanosti. Ono je, kao i sve druge primijenjene znanosti, našlo ishodišta duboko u specijalističkim strukama u kojima se nešto svrhovito mjeri. 
Dijeli se na:
- teorijsko mjeriteljstvo;
- praktično mjeriteljstvo;
- zakonsko mjeriteljstvo.

Također, možemo ga promatrati zavisno o:
- fizičkoj veličini koju razmatra (mjeriteljstvo vremena, mjeriteljstvo dužine, temperature...);
- području primjene (mjeriteljstvo medicine, mjeriteljstvo astronomije, topografije...).

U definiranju mjeriteljstva izrečena je multidisciplinarna kategorizacija poimanja mjeriteljstva na kvantitetnom (količinskom) i kvalitetnom (sadržajnom) određenju pojavnosti u svim djelatnostima, zbivanjima, stanjima i događajima. Mnoge su mjerne jedinice izvan priznatih sustava mjernih jedinica, pa ipak služe potrebi količinskog i sadržajnog određenja. Međunarodni sustav mjernih jedinica (SI) ima nekoliko grupa mjernih jedinica po čemu se vidi da se mnogo toga ne može mjeriti osnovnim jedinicama. Iz mjernih jedinica SI-a moguće je shvatiti temeljito što se izražava i kakav je aktivitet u brojčanom izrazu. Zato te mjerne jedinice čine temelj za razvoj mjeriteljstva, a s tim i gospodarstva, po osnovi točnosti, preciznosti, poštenja i korektnosti pri razmjenjivanju informacija, proizvoda, usluga i novca.

## Mjerenje
Mjerenje je postupak određivanja vrijednosti neke mjerne veličine. Izravnim mjerenjem uspoređuje se mjerena veličina s istovrsnom usporedbenom veličinom, ili mjernom jedinicom. Tako se duljina l mjeri uspoređivanjem s duljinom l0 mjernoga štapa. Posredno (neizravno) mjerenje obavlja se izravnim mjerenjem onih veličina od kojih je sastavljena mjerena veličina, temeljem nekoga znanstvenog načela, te izračunom njezine vrijednosti. Tako se ploština pravokutnika mjeri posredno, mjerenjem duljina stranica l1 i l2, te se na temelju geometrijske zakonitosti izračunava njihovim množenjem:
{\displaystyle P=l_{1}\cdot l_{2}}
Rezultat je mjerenja vrijednost mjerne veličine, izražena brojčanom vrijednošću i pripadnom mjernom jedinicom. Na primjer, ako je mjerena duljina l sadržavala 3 duljine mjernoga štapa, a njegova je duljina l0 = 1 m, vrijednost je mjerene duljine: 
{\displaystyle l=3\cdot l_{0}=3metra}.

## Mjerna jedinica
Mjerna jedinica je odabrana, dogovorena i objavljena poznata vrijednost mjerne (fizikalne) veličine s kojom se pri mjerenju uspoređuju sve druge istovrsne veličine. Vrijednosti, nazivi, znakovi i uporaba mjernih jedinica danas su određeni međunarodnim dogovorima, na kojima se temelje norme i mjeriteljski zakoni pojedinih zemalja. Mjerne se jedinice opisuju definicijom, nazivom i znakom. Posebno određene mjerne jedinice koje sudjeluju u izvođenju ostalih mjernih jedinica nekoga mjernog sustava nazivaju se osnovnim jedinicama. Neke su osnovne mjerne jedinice određene utjelovljenim pramjerama ili etalonima (na primjer kilogram), neke postupcima ostvarenja (na primjer metar, sekunda), a ostale se izvode iz drugih, već određenih jedinica. Mjerne jedinice nazvane su većinom prema prezimenima znamenitih znanstvenika, neke prema grčkim, latinskim i arapskim nazivima, a samo ih nekoliko ima tradicijski naziv. Znakovi mjernih jedinica većinom su početno slovo ili početna slova njihovih naziva, a samo je nekoliko tradicijskih znakova (podignuti kružići, podignute crtice i drugo), na primjer amper (znak A), njutn (N), tesla (T), vat (W), veber (Wb), volt (V), litra (L ili l), luks (lx), metar (m), (vremenska) sekunda (s), (kutni) stupanj (°), Celzijev stupanj (°C) i drugo. Nazive i znakove imaju samo osnovne jedinice SI te ograničen broj izvedenih jedinica SI i iznimno dopuštenih jedinica izvan SI. Većina izvedenih jedinica nema posebne nazive i znakove, nego se nazivaju i označavaju prema jedinicama od kojih su sastavljene, na primjer jedinica brzine metar u sekundi (m/s), jedinica volumnog protoka kubni metar u sekundi (m³/s), jedinica energije kilovatsat (kWh) i drugo.

## Vanjske poveznice
|  | Zajednički poslužitelj ima još gradiva o temi Mjeriteljstvo |